# Бретт Ланкастер
Бретт Ланкастер (англ. Brett Lancaster, 15 листопада 1979) — австралійський велогонщик.
Олімпійський чемпіон 2004 року в командній гонці переслідування, учасник 2000, 2008 років.
Переможець Ігор Співдружності 1998 року в командній гонці переслідування.
Чемпіон світу з трекових велоперегонів 2002 (командна гонка переслідування), 2003 (командна гонка переслідування) років.
Срібний призер Чемпіонату світу з велоперегонів на шосе 2013 (роздільна командна гонка), 2014 (роздільна командна гонка) років.